# Fort Sint-Filips (Antwerpen)
Het Fort Sint-Filips op de rechteroever van de Schelde bij Antwerpen kent een geschiedenis die teruggaat tot in de 16e eeuw.
Alessandro Farnese, hertog van Parma en neef van Koning Filips II van Spanje beval in 1584 de bouw van twee forten (Fort Sint-Marie op linkeroever en Fort Sint-Filips op rechteroever) om een betere controle over de Schelde te krijgen. Vanuit beide forten werden bruggenhoofden in de rivier gebouwd. Tussen de bruggenhoofden kwam een vlotbrug bestaande uit 32 schepen met ieders twee kleine kanonnen, de zogenaamde Farnesebrug, om de bevoorrading van Antwerpen te bemoeilijken. Ondanks inspanningen van de Antwerpenaren om de bouw stil te leggen waren de forten klaar op 25 februari 1585. Een lang leven was de brug niet beschoren. Op 3 april 1585 voer Justinus van Nassau de Schelde op en veroverde het Fort Liefkenshoek en de omliggende polders terwijl er vanuit Antwerpen de Hoop en de Fortuin, twee met springstof beladen oorlogsschepen, op de Farnesebrug werden afgestuurd. De Fortuin ontplofte al voor zijn aankomst, maar het opblazen van de Hoop sloeg een bres in de Farnesebrug.

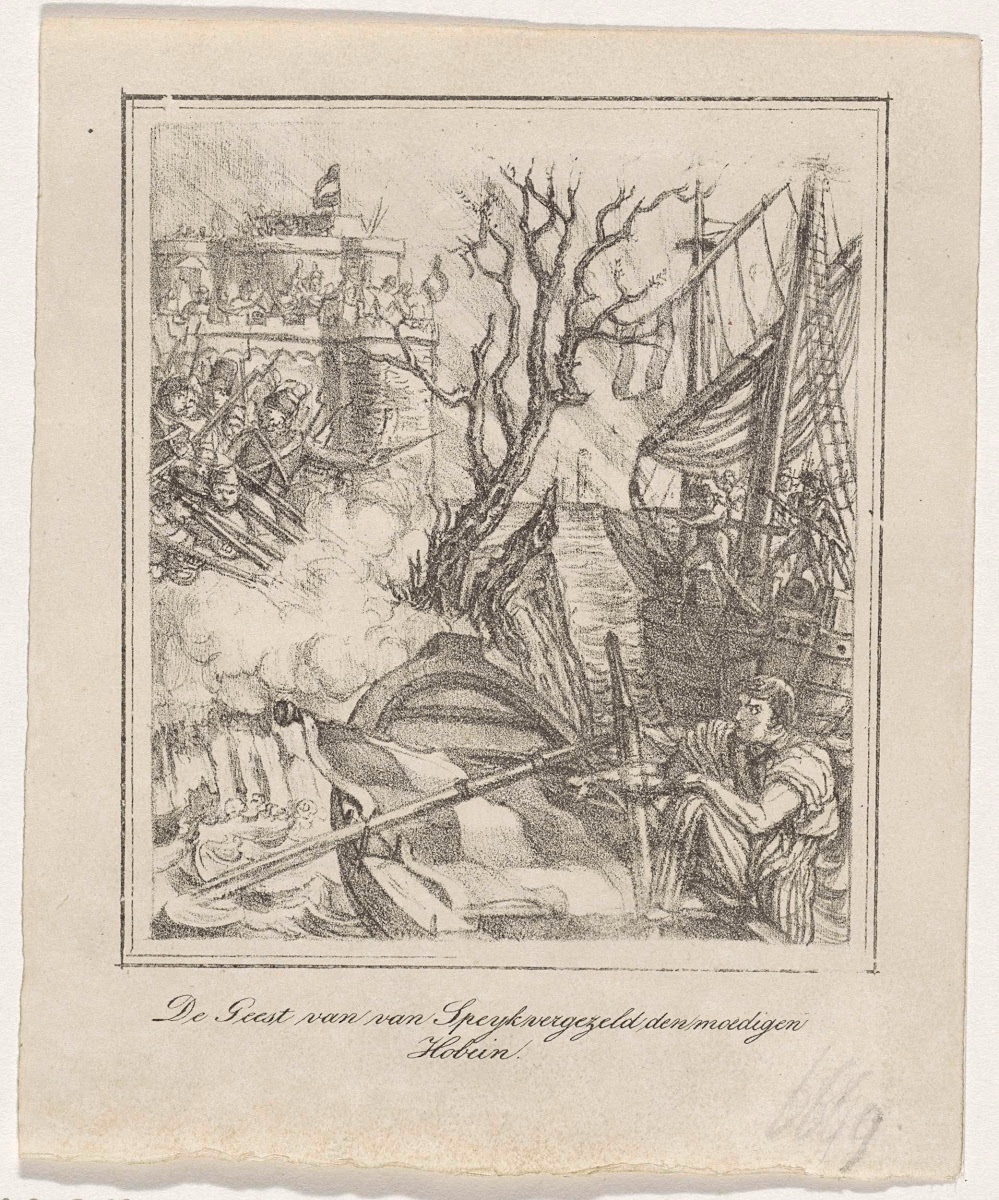
De gees van Spreykvergezeld den mordigen Hobun, 19 Maart 1831 bij Fort Sint-Filips

N.a.v. de bouw van de Brialmontomwalling werd tussen 1870 en 1881 een nieuw fort opgericht. Het was een langgerekte, volledig bakstenen constructie voorzien van drie naar de Schelde gerichte geschutskoepels en een droge gracht. In elke koepel stonden twee kanonnen van 24- en 28cm om mogelijke pantserschepen op de Schelde te kunnen onderscheppen. Het heeft uitzonderlijk de plattegrond van een reduit van een Brialmontfort. Reeds in 1890 verloor het fort zijn militaire betekenis. Om de oprukkende Duitse troepen geen intacte Scheldeverdediging na te laten werden de koepels in 1914 door Belgische troepen opgeblazen.
Tegenwoordig bestaat het fort nog steeds maar is het ingekapseld in een ondergrondse, waterdichte muur van bentoniet-cement: tussen 1950 en 1970 werd het fort door verschillende havenbedrijven gebruikt als dumpplaats voor hun zware olieafval, met de goedkeuring van de stad, die er ook zelf haar olieafval dumpte. Omdat deze uiterst zware vervuiling saneren onhaalbaar bleek werd in 2020 gestart met het inkapselen van de vervuilde grond in een soort sarcofaag, met muren tot op de Boomse klei, op ongeveer 32 meter diepte. De werken werden afgerond op 1 februari 2022. De 19de-eeuwse bouwwerken zijn sinds dan niet meer toegankelijk, maar de contouren van het fort werden bovengronds gereconstrueerd.